# Шимішна
Шимішна (рум. Șimișna) — село у повіті Селаж в Румунії. Адміністративний центр комуни Шимішна.
Село розташоване на відстані 365 км на північний захід від Бухареста, 43 км на схід від Залеу, 50 км на північ від Клуж-Напоки.

## Населення
За даними перепису населення 2002 року у селі проживали 1023 особи.
Національний склад населення села:
| Національність | Кількість осіб | Відсоток |
| -------------- | -------------- | -------- |
| румуни         | 968            | 94,6%    |
| цигани         | 54             | 5,3%     |

Рідною мовою назвали:
| Мова      | Кількість осіб | Відсоток |
| --------- | -------------- | -------- |
| румунська | 968            | 94,6%    |
| циганська | 54             | 5,3%     |